# Ding'an
Ding'an (定安县; Pinyin : Dìng'ān Xiàn) er et amt på den nordlige del af den kinesiske ø og provins Hainan. Det har et afreal på 	1.189 km² og i 1999 var der 304.522 indbyggere.

## Eksterne kilder og henvisninger
1. ↑  "China County & City Population 1999". Arkiveret fra originalen 30. januar 2011. Hentet 14. juni 2010.

- Officiel Website Arkiveret 27. juni 2010 hos  Wayback Machine – kinesisk

19°42′7″N 110°19′46″Ø / 19.70194°N 110.32944°Ø